# Romain Buffet (judoka)
Pour les articles homonymes, voir Romain Buffet et Buffet.
Romain Buffet, né le 4 février 1985 à Rouen, est un judoka français du club de l'US Orléans Judo évoluant dans la catégorie des moins de 90kg.

## Biographie
Après avoir ouvert un cabinet d'ostéopathie à Paris, 6, Rue Barye, Romain Buffet part en 2017 à Marseille.

## Palmarès

### Jeux olympiques
- Judo aux Jeux olympiques d'été de 2012 à Londres : 1er tour.

### International
- Médaille d'argent au grand prix de Budapest 2015.
- Médaille de bronze au championnat d'Europe par équipes 2014.
- 5ème au championnat d'Europe 2012.
- Médaille d'or au championnat du monde par équipes 2011.
- Médaille de bronze au grand chelem de Paris 2011.
- Médaille d'argent au championnat d'Europe par équipes 2010.
- Médaille de bronze aux Universiades 2009.

### Championnats de France
- Médaille d'argent au championnat de France 1ère division 2015.
- Médaille de bronze au championnat de France 1ère division 2014.
- Médaille de bronze au championnat de France 1ère division par équipes 2014.
- Médaille d'argent au championnat de France 1ère division 2013.
- Médaille d'argent au championnat de France 1ère division 2012.
- Médaille d'or au championnat de France universitaire 2010.
- Médaille d'or au championnat de France 1ère division 2010.
- Médaille d'or au championnat de France universitaire 2008.
- Médaille de bronze au championnat de France 1ère division 2008.
- Médaille de bronze au championnat de France 2ème division 2007.
- Médaille d'or au championnat de France universitaire 2007.
- Médaille d'or au championnat de France Juniors 2004.
- Médaille d'argent au championnat de France Juniors 2003.